# 馬飼野康二
馬飼野 康二（まかいの こうじ、本名同じ、1948年1月26日 - ）は、日本の作曲家、編曲家、キーボーディスト。愛知県豊橋市出身。
父はギタリスト・作曲家の馬飼野昇、兄は作曲家・編曲家の馬飼野俊一。

## 略歴・人物
大津美子のバックバンドや、ご当地ソングの作曲もしていた父・馬飼野昇の影響で兄ともども、幼少のころから家族でタンゴバンドを組むなど音楽や楽器に触れて過ごす。
愛知県立豊橋商業高等学校卒業後、本格的に音楽の勉強をするために音楽専門学校の尚美高等音楽学園に進むが中退。1968年、グループ・サウンズバンド「ブルー・シャルム」を結成し、西郷輝彦に認められて1969年にデビュー（「馬飼野 睦」名義）。ブルー・シャルムの解散後は、兄・俊一の影響で作曲・編曲家となる。
1972年の西城秀樹「チャンスは一度」の編曲を皮切りに、その後は作曲・編曲を中心に活動する。西城の「情熱の嵐」 「激しい恋」、和田アキ子の「古い日記」などは、ブラス・ロック風の編曲でヒットさせた。山口百恵のヒット曲の編曲も担当した。歌謡曲、ロック、ニュー・ミュージックから映画・テレビドラマ・アニメの劇伴など、幅広い音楽ジャンルで活躍している。
Mark Davis、Jimmy Johnson、Michael Korgenというペンネームも持つ。1970年代後半以降、テレビCMで外国人アーティストが起用されることが多くなったことから、作曲家の名前も外国人風にということで付けられた。
音楽を担当するアニメ『忍たま乱太郎』およびその原作である『落第忍者乱太郎』に登場するキャラクター・魔界之小路（まかいの こうじ）のモデルである。馬飼野は写真を撮られるのが苦手なため、インタビュー記事で代わりに魔界之の絵が使用されたこともある。ちなみに『落第忍者乱太郎』のアニメ化を提案したのは馬飼野である。馬飼野はある日、自宅で子供が『朝日小学生新聞』を読んでいた時に『落第忍者乱太郎』を目にし、「面白いからアニメにしたらどうか」と思い立ち、原作者の尼子騒兵衛に連絡を取り、アニメ化を提案した。

## 音楽担当作品

### アニメ劇伴
- 新・エースをねらえ!（1978年 - 1979年）
  - エースをねらえ!（劇場版）（1979年）
- ベルサイユのばら（1979年 - 1980年）
  - ベルサイユのばら 生命あるかぎり愛して（1990年）
- おはよう!スパンク（1981年 - 1982年）
  - 劇場版 おはよう!スパンク（1982年）
- ゲームセンターあらし（1982年）
- 戦闘メカ ザブングル（1982年 - 1983年）
  - ザブングル グラフィティ（1983年）
- ぴえろ魔法少女シリーズ
  - 魔法の天使クリィミーマミ（1983年 - 1984年）
  - 魔法の妖精ペルシャ（1984年 - 1985年）
  - 魔法のアイドルパステルユーミ（1986年）
- 銀河パトロールPJ（1984年）
- くりいむレモン（1984年 - 1993年）
- バブルガムクライシス（1987年 - 1991年）
- 燃える!お兄さん（1988年）
- ホワッツマイケル（1988年 - 1989年）
- 昆虫物語みなしごハッチ（1989年 - 1990年）
- ヤダモン（1992年 - 1993年）
- 忍たま乱太郎（1993年 - ）
  - 映画 忍たま乱太郎（1996年）
  - 劇場版アニメ 忍たま乱太郎 忍術学園 全員出動!の段（2011年）
  - 劇場版 忍たま乱太郎 ドクタケ忍者隊最強の軍師（2024年）[5]
- APO APOワールド ジャイアント馬場90分一本勝負（1996年）
- 新機動戦記ガンダムW（1995年）
- トイレの花子さん（1996年）
- はむこ参る!（1996年）

### ドラマ劇伴
- ザ・スーパーガール（1979年 - 1980年）
- 天まであがれ!（1982年）
- 風の中のあいつ（1984年）
- 婦警候補生物語（1985年）
- ゲゲゲの鬼太郎（1985年）
- 花の女子校 聖カトレア学園（1985年）
- 春風一番!（1986年）
- 教師びんびん物語（1988年）
- 君だけに愛を（1991年）
- 少年寅次郎（2019年）

### 映画劇伴
- 愛と誠（1974年）
- 続・愛と誠（1975年）
- プロ野球を10倍楽しく見る方法 PART2（1984年）
- ザ・オーディション（1984年）
- 生徒諸君!（1984年）
- カタクリ家の幸福（2002年）

### イメージアルバム
- 王家の紋章 イメージアルバム Part1（1982年7月21日）
- 王家の紋章 イメージアルバム Part2（1984年8月21日）

### ビデオ
- 女教師誘惑願書 ザ・本番（1985年）